# سلیم شنی سیبری
سلیم شنی سیبری (نام علمی: Charadrius mongolus) نام یک گونه از سرده سلیم‌های طوق‌دار است.